# Orebić
Orebić je naselje i općina u Hrvatskoj, na poluotoku Pelješcu u Dubrovačko-neretvanskoj županiji.

## Ime
Orebić je dobio ime  1584. po velikaškoj obitelji Orebić koja se doselila iz okolice Bakra i čiji su članovi odigrali važnu ulogu u povijesti Orebića kao pomorski kapetani. Fedorka Orebić udana Mafatti je kao posljednja članica obitelji umrla u i pokopana u gradu Roveretto u Italiji, 28. travnja 2003. Prvotno ime Orebića je bilo Trstenica – koje danas nose jedan potok, glavna plaža u Orebiću te nogometni stadion. Pod množinskim oblikom imena (“Orebići”)  ga se moglo naći još 1970-ih u literaturi. U starijim ispravama se Orebić može naći i pod talijanskim imenom Sabbioncello.

## Uprava
Općina se sastoji od 14 naselja (stanje 2006.), to su: Donja Banda, Kućište, Kuna Pelješka, Lovište, Nakovanj, Orebić, Oskorušno, Pijavičino, Podgorje, Podobuče, Potomje, Stankovići, Trstenik, Viganj.
Policijska uprava nadležna za izdavanje osobnih isprava nalazi se u Stonu. U Orebić dolazi samo četvrtkom-tada je moguće preuzimanje isprava, no zahtjeve se predaje isključivo u Stonu. Sud nadležan za općinu Orebić nalazi se u gradu Korčuli-prema rasporedu općina iz doba SFRJ.
Upravno su podijeljeni na 11 mjesnih odbora.

## Stanovništvo
Prema popisu stanovništva iz 2011. godine u cijeloj općini obitava 4122 stanovnika, dok u samom mjestu Orebić obitava 1.949 stanovnika. Vrlo malo današnjih stanovnika samog naselja Orebić je autohtono. Najveći dio stanovništva potječe iz zapadne Hercegovine i Dalmatinske Zagore koji su se počeli doseljavati 1960-tih prvenstveno s područja općina Ljubuški i Vrgorac. Iz tog razloga mnogi stanovnici Pelješca i Korčule katkad Orebić nazivaju Rostolje-izvedeno od  Roso i Tolj-dva najčešća prezimena u Orebiću. Manji dio potječe s otoka Korčule.
Prema popisu se može vidjeti da je od 1960-ih drugo svjetskog rata broj stanovnika općine polagano rastao. Rast je još veći ako se uzme u obzir samo naselje Orebić. U ostalim dijelovima općine konstantno se bilježi pad broja stanovnika. Doseljeno stanovništvo u Općini Orebić čini 53,0 % ukupnog stanovništva. Ako izuzmemo lokalna preseljenja (6,6 %) ostalo je doseljavanje u Općinu Orebić (ukupno 49,5 %).
Na području općine Orebić postoji veliki broj vikendica. Većina njih (oko 70 %) je u vlasništvu državljana BiH. Glavnina ih je podignuta 1980-tih nakon Olimpijade u Sarajevu.
| broj stanovnika | 4802  | 4353  | 4503  | 4391  | 4482  | 4307  | 4172  | 4052  | 3123  | 3442  | 3599  | 3547  | 3687  | 3855  | 4165  | 4122  | 3705  |
|                 | 1857. | 1869. | 1880. | 1890. | 1900. | 1910. | 1921. | 1931. | 1948. | 1953. | 1961. | 1971. | 1981. | 1991. | 2001. | 2011. | 2021. |

| broj stanovnika | 577   | 486   | 525   | 565   | 539   | 520   | 622   | 579   | 370   | 587   | 534   | 768   | 1181  | 1489  | 1949  | 1979  | 1794  |
|                 | 1857. | 1869. | 1880. | 1890. | 1900. | 1910. | 1921. | 1931. | 1948. | 1953. | 1961. | 1971. | 1981. | 1991. | 2001. | 2011. | 2021. |

Demografska povijest Orebića (i Pelješca u globalu ) može se podijeliti na tri faze: predtranzicijsku, tranzicijsku i posttranzicijsku fazu.
Predtranzicijska faza je trajala sve do kraja 18. stoljeća. Tranzicijska faza je trajala dugo od tada do 1970-tih godina. Prvotno je započela u priobalnim, pomorski orijentiranim mjestima a tek onda na onima u unutrašnjosti. U tranzicijskoj fazi zbog visokog prirodnog prirasta došlo je do velikog porasta broja stanovnika. "Višak stanovništva je bio prisiljen na iseljavanje. Najviše ih se selilo u prekomorske zemlje: Australiju, Argentinu i SAD. Duga tranzicijska faza je posljedica ranog početka (s obzirom na to da je Dubrovačka Republika bila među najrazvijenijim državama svog doba) i kasnog završetka (s obzirom na to da je pripojena s Dalmacijom koja je bila na znatno manje razvijena) Drugi značajni pad broja stanovnika bilježi se 1960-tih i 1970-tih.  zbog gospodarske politike SRH. Tadašnja politika je prebacivala težišta gospodarskog razvoja u općinska središta zbog čega su periferni dijelovi nazadovali. Pelješac je bio većinom u sastavu općine Dubrovnik, a manjim dijelom u stastavu općine Korčula te je u oba slučaja bio na periferiji.
| Mjesni odbor        | broj stanovnika | broj domaćinstava                      |
| ------------------- | --------------- | -------------------------------------- |
| MO Orebić           | 2410            | 777 (650 + Stanković 75 + Podgorje 52) |
| MO Lovište          | 244             | 78                                     |
| MO Kućište          | 204             | 76                                     |
| MO Viganj           | 322             | 120                                    |
| MO Borje i Podobuće | 35              | 11                                     |
| MO Donja Banda      | 170             | 64                                     |
| MO Potomje          | 256             | 84                                     |
| MO Kuna Pelješka    | 258             | 88                                     |
| MO Oskorušno        | 126             | 43                                     |
| MO Pijavičino       | 143             | 60                                     |
| MO Trstenik         | 97              | 41                                     |

Na području općine Orebić i ćitavom zapadu Pelješaca se tradicionalno govorio čakavsko-ikavski, tj. južnočakavski dijalekt koji je zajednički s otokom Korčulom. Zbog iseljavanja stanovništva i doseljavanja iz Zagore i zapadne Hercegovine sve više gubi čakavske elemente i postaje štokavsko-ikavski poput većine priobalnih područja Dalmacije.

## Zemljopis
Orebić je smješten na jugozapadu poluotoka Pelješca ispod brda Svetog Ilije. Nalazi se na Pelješkom kanalu nasuprot grada Korčule na istoimenom otoku te je s njim povezan trajektom.
Iako je Općina smještena na poluotoku skoro po svemu je otočnog karaktera. More i morska obala 
u potpunosti prožimaju krajolik i život ljudi Općine. Biljni pokrov je veoma oskudan. Ratarsko-stočarsko iskorištavanje prostora utjecalo je na devastaciju biljnog pokrova u kojemu su ostali često goli vapnenački kamenjari, ili prostrane površine gariga.
Naselje Orebić od Dubrovnika je udaljeno oko 112 km.
Površina općine iznosi 113,13 km2. Dužina cesta koja proilazi kroz općinu iznosi 72 km. od toga je 35 km državnih, 27 km županijskih i 10 km lokalnih cesta.
Zapravo malo ljudi živi u Orebiću ali jako puno njih posjećuje to malo mjesto na Pelješcu ljeti.
Općina Orebić podijeljena je na sljedeće katastarske općine s pripadajućima površinama :
- K.O. Kućište
- K.O. Kuna Pelješka (10,25 km²)
- K.O. Lovište (12,5 km²)
- K.O. Nakovanj (17,48 km²)
- K.O. Orebić (1,78 km²)
- K.O. Pijavičino (12,73 km²)
- K.O. Podgorje (8,15 km²)
- K.O. Podobuče (6,82 km²)
- K.O. Potomje (8,47 km²)
- K.O. Prizdrina
- K.O. Stanković (6,32 km²)
- K.O. Trstenik (4,3 km²)
- K.O. Viganj (7,63 km²)

Od šumskih zajednica pridolaze sljedeće:
- Zimzelene šume i makija crnike s mirtom (As. Myrto-Quercetum ilicis )
- Šuma i makija crnike i crnog jasena (As.Fraxino-orni-Quercetum ilicis)
- Mješovite šume i makija crnike i crnog graba
- Šume dalmatinskog crnog bora s resikom
- Makija somine i tršlje
- Zajednica kadulje i kovilja
- Livadna zajednica šašike i uspravnog ovsika

Na području Općine splet pedogenetskih čimbenika i procesa, rezultirao je razmjerno malim brojem tipova tala, koji spadaju u razdjel automorfnih tala. Najučestalije vrste tla su srednje duboko smeđe tlo na vapnencu te vapnenačko dolomitna organomineralna crnica. Osobito vrijedna obradiva tla zauzimaju 9,72 % površine. Najveći dio njih je smješte na području tzv. Pelješke župe na zapadnom dijelu općine: između Kune, Potomja i Pijavičinog te iznad Trstenika te mali dio na sjevernom dijelu Lovišta.  35,3 % površine općine je pokriveno šumom.

## Povijest
Područje općine Orebić obuhvaća bogato kulturno naslijeđe u okvirima 22 povijesna naselja ili njihovih dijelova, s brojnim sakralnih objekata, i groblja, 28 arheoloških zona i lokaliteta i 16 prostornih sklopova graditeljske i prirodne baštine.
Orebić je utemeljen krajem 15. i početkom 16. st, na području tadašnje Dubrovačke Republike, te je od samog početka okrenut moru kao izvoru dobiti. Godine 1586. pomorci obitelji Orebić obnovili su kaštel usred utvrđenog naselja, koje se po njima prozvalo Orebić. Do 16. st. mjesto se zvalo Trstenica. Od 14. do 19. st. ovdje je bilo sjedište kneza. Tijekom tog vremena Orebić je bio pod upravom Dubrovačke Republike. Od davnine se razvijao kao pomorsko središte.

### Pomorska tradicija
Od 17. st. pelješki brodovi sačinjavali su važan dio dubrovačke trgovačke mornarice. Brodovlasničke obitelji postajale su sve moćnije te počinju ulagati u zajedničke jedrenjake. Njihov se uspon nastavlja i pod vlašću Austrije,
pogotovo u drugoj polovici 19. st. kada se, 1865. godine, osniva u Orebiću dioničko društvo za "gradnju (i eksploataciju) brodova duge plovidbe", kasnije Pelješko pomorsko društvo, a 1875. nabavljena je oprema za društveno brodogradilište u Orebiću. Brodogradilište je svečano otvorio car Franjo Josip. Uglavnom je služilo za popravak brodova, a za radnog vijeka (13 godina), izgradilo je i 3 jedrenjaka duge plovidbe.
Danas je Orebić važno turističko središte i nudi raznovrsnu smještajnu, rekreativnu i gastronomsku ponudu. Ljeti ovdje gostuju kazališta, a organiziraju se i razne kulturno-zabavne predstave. 16. srpnja je blagdan Gospe od Karmena, zaštitnice peljeških pomoraca.

## Gospodarstvo
Danas je najvažnija djelatnost turizam (razvija se od 1960-tih) koji je svoj vrhunac doživio 1991. godine. Značajna je i tranzitna prometna uloga (trajektna veza s otokom Korčulom). 
Jedna od bitnijih grana gospodarstva je maslinarstvo kao i vinogradarstvo. Na području općine Orebić se nalaze dva važna vinorodna područja Dingač i Postup.
U povijesti je najznačajnija djelatnost bila pomorstvo (Orebić je bio poznat kao mjesto s mnogo pomorskih kapetana) kao i poljoprivreda (maslinarstvo i vinarstvo). Obe grane su danas u sjeni turizma.
Na području općine Orebić su registrirane 93 tvrtke i 158 obrta.  Prema popisu iz 1991. tercijarnim aktivnostima se bavilo 59,50 % stanovnika dok je 2001. to palo na 38,71 %. Od tercijarnih aktivnosti prednjače turizam i ugostiteljstvo koji su u konstantnom opadanju. Ugostiteljsko-turistička djelatnost važan je nosilac razvoja Orebića i osiguravala je relativno visoku stopu zaposlenosti domicilnog stanovništva, a dijelom je osiguravala i uvjete za razvoj drugih djelatnosti i sadržaja u Općini. 
Od 1991. godine, kao posljedica direktnih i indirektnih događanja uzrokovanih nametnutim ratom na prostoru Republike Hrvatske, korištenje kapaciteta od 1991. – 1993. godine bilo je djelomično nekomercijalno, uvjetovano smještajem prognanika i izbjeglica.
U općini živi oko 500 umirovljenika.

## Cestovni promet
Kroz općinu prolaze dvije državne ceste: D414 i D415. Pored njih tu su i županijska cesta 6215 te lokalne ceste:
- L.C. 69026: Pijavičino (D 414) – Kuna Pelješka – Oskorušno – D 415

• Cesta postoji i treba je urediti i podići na razinu županijske ceste. Cesta je važna jer 
prometno kvalitetnije otvara sjeverni niz naselja Župe Pelješke i skraćuje put iz Trpnja 
do državne ceste D 414 u Pijavičinom. 
- L.C. 69001: Mirce – Lovište (Ž 6215):
- L.C. 69025: Postup (D 414) – Borje – Podobuće;
- L.C. 69028: D 414 – Trstenik
- L.C. 69023: Podgorje – Orebić (D 414)
- L.C. 69024: Stankovići – D 414
- L.C. Velika Prapratna – Oskorušno

Državna cesta D415 je jedina cestovna veza s općinom Trpanj.  S općinom Ston se povezuje lokalnom cestom Trstenik-Žuljana. Općina Janjina se spaja cestom 414 preko "Kozjeg ždrila" kao i lokalnom neasfaltiranom cestom Crkvice-Osobjava.

## Pomorski promet
Na prostoru općine postoji trajektna luka u samom centru naselja Orebić gdje započinje državna cesta D414. Nju se planira izmjestiti na područje naselja Perna (Kućište). Pored nje tu su i luke za putničke brodove:
- luka Lovište
- luka Viganj
- luka Kućište
- luka Perna
- luka Podobuće
- luka Trstenik
- luka Crkvice

## Pošta, telekomunikacije i energetika
U općini Orebić postoji 7 poštanskih ureda Općina ima dobru pokrivenost GSM signalom.  Tek na rijetkim područjima među brdima nema signala.
Na brdu Rota iznad Kune Pelješke je postavljen vojni radar. 
Općinom Orebić prolaze 2 dalekovoda: jedan od 110 kV I dugi od 35 kV. Na brdu Bila Ploča je postavljeno nekoliko solarnih panela s ciljem njihovog daljnjeg širenja.

## Vodoopskrba i kanalizacija
Na području općine Orebić postoje brojni sitni izvori. Dva su nešto značajnija izvorišta: Ruskovići i Trstenica. 
Osnovna karakteristika ovih izvorišta mala je izdašnost svega do 1,5 l/sek., pa se na njima ne može zasnivati nikakva ozbiljnija vodoopskrba. U ljetnim mjesecima kada su potrebe za vodom 
najveće, količine koje izvorišta daju potpuno su zanemarive. 
Vodoopskrba Općine Orebić od naselja Trstenik do naselja Lovište temelji se na NPKL sustavu vodoopskrbe koji se napaja vodom iz izvorišta Prud kod naselja Prud u blizini Metkovića (rijeka Neretva).  U ljetnim vršnim mjesecima zbog preopterećenosti sustava često zna doći do redukcije vode u pojedinim naseljima. Iz tog razlog brojne kuće imaju ugrađene čatrnje.  Problem općinske vodoopskrbe je razvučenost naselja : od Lovišta do Trstenika je oko 40 km uz mali broj postrošača od čega su 30 % su isključivo sezonski potrošači. 
U Općini Orebić uglavnom nema izgrađenih sustava odvodnje otpadnih voda. Otpadne vode se uglavnom rješavaju gradnjom septičkih jama koje ljeti znaju bii prepune u špici turističke sezone. U Lovištu, na predjelu Mirci, postoji biološki pročiščivač otpadnih voda.
Na području općine nije regulirana niti odvodnja oborinskih voda. To osobito vrijedi za dio Pelješke rivijere, za naselje Orebić i naselja zapadno od njega. Državna cesta D 414, kao i izgrađeni dio županijske ceste u funkciji zaobilaznice Kućišta i Vignja, tvore umjetne barijere površinskog tečenja oborinskih voda sa
slivnog područja iznad njih. Kroz većinu propusta provedene su cijevi vodovoda, struje i telefona, što u većoj, ili manjoj mjeri smanjuje njihovu propusnu moć.    Oborinske vode nekontrolirano se slijevaju na obalnu cestu, teku uzduž, po površini i poprijeko, prema nižim predjelima i najčešće se nekontrolirano ulijevaju u bujične tokove i u more.

## Poznate osobe
- Mato Celestin Medović – slikar iz Kune
- Cvito Fisković – povjesničar umjetnosti
- Pijal-paša – osmanski admiral hrvatskog podrijetla
- Jozo Tomašević – povjesničar, rodom iz sela Košarni Do

## Spomenici i znamenitosti
Na području općine Orebić nalazi se preko 40 crkava i kapela što svjedoči o katoličkoj tradiciji u ovom kraju. Na samom vrhu Pelješca, na 961 m visine nalaze se ostaci crkve sv. Ilije proroka. Spominje se u vizitacijji stonske biskupije br. 10 iz 2. srpnja 1621.  Danas su od nje ostali samo temelji. Napuštena je tijekom 19. stoljeća vjerojatno zbog oštećenja zbog gromova ali je tijekom 19. i 20. bila odredištem hodočasnika i izletnika te povremeno služila za vršenje misa. Tijekom 2. sv. rata je najteže oštećena kad je u njenoj blizini sagrađeno više njemačkih bitnica, a poslije rata vandalizmom izletnika i nebrigom vlasti.
U izletničkoj kućici blizu vrha nalazi se obezglavljeni barokni kip sv. Ilije Proroka iz 17. stoljeća. Na njemu stoji natpis na latinskom jeziku:
"OBSCERO DOMINE, TOLLE ANIMAM MEAM" (Obazri se gospodine i primi dušu moju). Sam vrh na kojem se nalazi crkvica je tromeđa katastarskih općina i nalazi se na granici općina Orebić i Trpanj.
U sklopu općine Orebić nalazi se 17 katoličkih groblja. Kao spomen na borbu protiv talijanskih okupatora u drugom svjetskom ratu diljem općine se nalaze i brojni spomenici partizanskim borcima i žrtvama okupatora.
U samom naselju Orebić je postavljeno 7 fontana iz 19. stoljeća. Neorenesansne fontane su postavljene 1880. godine, kada je kroz mjesto izgrađen vodovod. Pelješac je dobio novi vodovod (Neretva) tek 80-tih godina 20.stoljeća. Kuće su obavezno imale, a neke i danas imaju cisterne, tj. vodospremnike. Stari vodovod još i danas funkcionira te zna priskočiti u pomoć kada nestane opskrbe s kopna.
Izvan samog naselja Orebić je na brdu smješten samostan Gospe od anđela s vidikovcem koji je u doba Dubrovačke Republike služio i kao osmatračnica. S vidikovca se pruža pogled na cijeli Pelješki kanal arhipelag od 20-ak otočića koji se nalaze između Pelješca i Korčule. Najznačajniji je otočić Badija na kojem se nalazi samostan.
Nedaleko od samostana nalaze se sela Bilopolje i Žukovac. U njimu živi nekolicina stanovnika. Tu se nalazi nekolika ruševine starih velikih vlastelinskih kuća iz 19.stoljeća.

## Obrazovanje
- Osnovna škola u Orebiću
  - Područna škola u Vignju
  - Područna škola u Lovištu
- Osnovna glazbena škola u Orebiću
- Osnovna škola Kuna u Kuni Pelješkoj
  - Područna škola u Potomju
  - Područna škola u Oskorušnom

## Kultura
- Pomorski muzej u Orebiću
- Narodna knjižnica u Orebiću
- Galerija slika u Orebiću
- Muzej franjevačkog samostana

## Šport
- NK Orebić (osnovan 1920.) iz Orebića
- ŽRK Orebić (osnovan 1983.)  iz Orebića (ugasnut)
- NK Grk Potomje
- NK Oskorušno

## Galerija slika
- Brdo Sveti Ilija
- Partizanski spomenik između Pijavičinog i Trstenika
- Pogled na Korčulu
- Hotel Grand azur u Orebiću
- Pogled s vidikovca na Orebić
- Orebić i Korčula iz zraka
- Crkva sv. Lovre u Žukovcu – jedna od brojnih na području općine
- Ruševine kuće u Žukovcu
- Franjevačka crkva i samostan Gospe od Anđela u Podgorju
- Trajektna luka Orebić
- Vinogorje Dingač
- Selo Postup s poznatim vinogradima
- Planinska cesta urezana u kamenu
- Crkva sv. Nikole iznad Oskorušnog

## Vanjske poveznice
|  | Zajednički poslužitelj ima još gradiva o temi Orebić |

- Službene stranice općine
- Orebić  Arhivirana inačica izvorne stranice od 13. svibnja 2008. (Wayback Machine)
- TZO Orebić
- Orebić – informativni portal